# Pulaski (Illinois)
Pulaski es una villa ubicada en el condado de Pulaski en el estado estadounidense de Illinois. A pesar de que el condado coge su nombre, no es su capital ya que es un pueblo muy pequeño. A raíz de esto, se escogió como sede a Mound City. En el Censo de 2010 tenía una población de 206 habitantes y una densidad poblacional de 60,44 personas por km².

## Geografía
Pulaski se encuentra ubicada en las coordenadas 37°13′4″N 89°12′26″O / 37.21778, -89.20722. Según la Oficina del Censo de los Estados Unidos, Pulaski tiene una superficie total de 3.41 km², de la cual 3.39 km² corresponden a tierra firme y (0.46%) 0.02 km² es agua.

## Demografía
Según el censo de 2010, había 206 personas residiendo en Pulaski. La densidad de población era de 60,44 hab./km². De los 206 habitantes, Pulaski estaba compuesto por el 30.1% blancos, el 66.5% eran afroamericanos, el 0% eran amerindios, el 0% eran asiáticos, el 0% eran isleños del Pacífico, el 0% eran de otras razas y el 3.4% pertenecían a dos o más razas. Del total de la población el 0.49% eran hispanos o latinos de cualquier raza.